# Engenharia exploratória
Engenharia exploratória é um termo cunhado por K. Eric Drexler para descrever o processo de desenho e análise modelos sistêmicos hipotéticos que não são viáveis com os métodos e tecnologias atuais, mas aparenta estar claramente dentro dos limites do que a ciência considera possível dentro de regras de operações estritamente definidas para o modelo de sistemas hipotético. A engenharia exploratória costuma resultar em protótipos de papel ou de vídeo, ou (mais comum nos dias atuais) modelos de computador que são convincentes o bastante para os que conhecem a relevância da ciência, dada a falta de confirmação experimantal. Em analogia à protociência, a engenharia exploratória poderia ser considerada uma forma de protoengenharia.

## Uso
Devido à dificuldade na previsão de resultados em áreas como a mutação genética, mudança climática e engenharia em megaescala, campos paralelos tais como a bioética, a engenharia climática e a hipotética nanotecnologia molecular às vezes emergem para desenvolver e examinar hipóteses, definir limites e expressar soluções potenciais para os problemas tecnológicos previstos. Proponentes da engenharia exploratória argumentam que ela constitui uma abordagem inicial adequada para tais problemas.
A engenharia lida com a elaboração de soluções para um problema prático. Um cientista pode perguntar “porquê?” e em seguida pesquisar a solução do problema. Em contraste, um engenheiro procura saber  como solucionar um problema, e como implementar esta solução. A engenharia exploratória muitas vezes impõe que um solução muito detalhada existe, e explora as características putativas de tal solução, enquanto deixa pendente a questão de como implementar tal solução. Se um ponto puder ser atingido onde a implementação testada da solução é abordada utilizando-se os princípios da engenharia física, então a atividade deixa de ser protoengenharia e passa a ser considerada engenharia de fato, e resulta no sucesso ou fracasso da implementação do design.

## Requisitos
Diferentemente do método científico, que se baseia em experimentos submetidos a revisão por pares que tentam provar ou refutar uma hipótese, a engenharia exploratória  se baseia na revisão por pares, simulação e outros métodos empregados pelos cientistas, mas os aplicam a algum artefato hipotético, um processo ou desenho hipotético ao invés de uma teoria e ou modelo abstrato. Devido à falta inerente de falsificabilidade experimental na engenharia exploratória, seus praticantes tem de tomar precauções para evitar cair em práticas análogas à ciência do culto à carga, pseudociência, e ciência patológica.

## Críticas
A engenharia exploratória possui seus críticos, que qualificam essa atividade como mera muleta especulativa, apesar de contar com a assistência de um computador. Uma fronteira que poderia tirar a engenharia exploratória do campo da mera especulação e defini-la como uma atividade de desenvolvimento de projetos realista é frequentemente obscura para tais críticos, e ao mesmo tempo é comumente inexpressável por seus próprios defensores. Ao passo que ambos críticos e proponentes concordam que grande parte do esforço empregado na simulação detalhada nesse campo pode nunca vir a se materializar em um dispositivo físico, a dicotomia entre os dois grupos é exemplificada pela situação em que proponentes da nanotecnologia molecular argumentam que vários projetos complicados de máquinas moleculares serão realizáveis após uma "ruptura tecnológica nos montadores" vislumbrada por K. Eric Drexler, enquanto os críticos rebatem que esta atitude representa nada mais que ilusão equivalente àquela da famosa caricatura  Sidney Harris (ISBN 0-913232-39-4) "And then a miracle occurs" publicada na revista American Scientist. Resumidamente, os críticos afirmam que um modelo hipotético que é autocoerente e também coerente com as leis da natureza no que diz respeito à sua operação não fornece nenhuma evidência em si de que o dispositivo desejado pode ser construído. Os defensores da engenharia exploratória argumentam que há tantas maneiras potenciais de se construir um dispositivo que certamente uma delas não apresentará uma falha crítica que impedirá a sua construção.

## Ficção científica
Tanto os proponentes quanto os críticos apontam as estórias de ficção científica como a origem da engenharia exploratória. No lado positivo do dessas previsões da ficção científica estão os submarinos que cruzam os oceanos, os satélites de comunicação e outras invenções que foram imaginadas nessas estórias antes de serem construídas de fato. No lado negativo estão outros dispositivos da ficção científica como o elevador espacial, que podem jamais vir a se tornar realidade devido à resistência mecânica ou devido a outras dificuldades, previstas ou não. Ou, tal como o submarino, podem se provar viáveis; em anos recentes – após sua representação nas estórias de ficção científica.